# ليندا كوزلويسكي
ليندا كوزلويسكي (بالإنجليزية: Linda Kozlowski )‏ (و. 1958  م) هي ممثلة مسرحية، وممثلة أفلام أمريكية، ولدت في فيرفيلد.

## التعليم
تعلمت في مدرسة جوليارد.

## وصلات خارجية
- ليندا كوزلويسكي على موقع IMDb (الإنجليزية)
- ليندا كوزلويسكي على موقع روتن توميتوز (الإنجليزية)
- ليندا كوزلويسكي على موقع ألو سيني (الفرنسية)
- ليندا كوزلويسكي على موقع قاعدة بيانات برودواي على الإنترنت (الإنجليزية)
- ليندا كوزلويسكي على موقع قاعدة بيانات الأفلام السويدية (السويدية)
- ليندا كوزلويسكي على موقع إن إن دي بي (الإنجليزية)
- ليندا كوزلويسكي على موقع قاعدة بيانات الفيلم (الإنجليزية)
- ليندا كوزلويسكي على موقع كينوبويسك (الروسية)

- ليندا كوزلويسكي في قاعدة بيانات الأفلام على الإنترنت